# Моррилл (округ)
Округ Моррилл (англ. Morrill County) — округ, расположенный в штате Небраска (США) с населением в 5042 человека по статистическим данным переписи 2010 года. Столица округа находится в городе Бриджпорт.

## История
Округ Моррилл был образован в 1908 году, выделившись из территории Шайенн, и получил своё официальное название в честь бывшего президента компании «Lincoln Land Company» Чарльза Генри Моррилла.

## География
По данным Бюро переписи населения США округ Моррилл имеет общую площадь в 3704 квадратных километра, из которых 3688 кв. километров занимает земля и 16 кв. километров — вода. Площадь водных ресурсов округа составляет 0,42 % от всей его площади.

### Соседние округа
- Бокс-Бьютт (Небраска) — север
- Гарден (Небраска) — восток
- Баннер (Небраска) — запад
- Скотс-Блафф (Небраска) — запад
- Шеридан (Небраска) — северо-восток
- Шайенн (Небраска) — юг

## Демография
По данным переписи населения 2000 года в округе Моррилл проживало 5042 человека, 1494 семьи, насчитывалось 2138 домашних хозяйств и 2460 жилых домов. Средняя плотность населения составляла 1 человек на один квадратный километр. Расовый состав округа по данным переписи распределился следующим образом: 93,68 % белых, 0,07 % чёрных или афроамериканцев, 0,72 % коренных американцев, 0,22 % азиатов, 1,19 % смешанных рас, 4,12 % — других народностей. Испано- и латиноамериканцы составили 10,09 % от всех жителей округа.
Из 2138 домашних хозяйств в 32,10 % — воспитывали детей в возрасте до 18 лет, 59,50 % представляли собой совместно проживающие супружеские пары, в 6,50 % семей женщины проживали без мужей, 30,10 % не имели семей. 26,90 % от общего числа семей на момент переписи жили самостоятельно, при этом 13,00 % составили одинокие пожилые люди в возрасте 65 лет и старше. Средний размер домашнего хозяйства составил 2,49 человек, а средний размер семьи — 3,03 человек.
Население округа по возрастному диапазону по данным переписи 2000 года распределилось следующим образом: 27,20 % — жители младше 18 лет, 7,20 % — между 18 и 24 годами, 24,40 % — от 25 до 44 лет, 24,20 % — от 45 до 64 лет и 17,00 % — в возрасте 65 лет и старше. Средний возраст жителей округа составил 40 лет. На каждые 100 женщин в округе приходилось 97,90 мужчин, при этом на каждых сто женщин 18 лет и старше приходилось 95,60 мужчин также старше 18 лет.
Средний доход на одно домашнее хозяйство в округе составил 30 235 долларов США, а средний доход на одну семью в округе — 36 673 доллара. При этом мужчины имели средний доход в 27 107 долларов США в год против 19 271 доллар США среднегодового дохода у женщин. Доход на душу населения в округе составил 14 725 долларов США в год. 10,00 % от всего числа семей в округе и 14,70 % от всей численности населения находилось на момент переписи населения за чертой бедности, при этом 20,00 % из них были моложе 18 лет и 10,30 % — в возрасте 65 лет и старше.

## Основные автодороги
- US 26
- US 385
- Автомагистраль 88
- Автомагистраль 92

## Населённые пункты
- Энгора
- Байард
- Бриджпорт
- Бродуотер

## Достопримечательности
- Чимни-Рок (Небраска)